# Верхньосалдинський міський округ
Верхньосалди́нський міський округ (рос. Верхнесалдинский городской округ) — адміністративна одиниця Свердловської області Російської Федерації.
Адміністративний центр — місто Верхня Салда.

## Населення
Населення міського округу становить 45118 осіб (2018; 49527 у 2010, 54864 у 2002).

## Склад
До складу міського округу входять 18 населених пунктів:
| Населений пункт        | Населення, осіб (2002) | Населення, осіб (2010) |
| ---------------------- | ---------------------- | ---------------------- |
| Балакино, присілок     | 4                      | 4                      |
| Басьяновський, селище  | 1773                   | 1454                   |
| Бобровка, селище       | 34                     | 26                     |
| Верхня Салда, місто    | 51195                  | 46221                  |
| Вия, селище            | 5                      | 0                      |
| Вторий, селище         | 0                      | 0                      |
| Єжевичний, селище      | 133                    | 95                     |
| Іва, селище            | 37                     | 30                     |
| Кокшарово, присілок    | 0                      | 0                      |
| Малигіно, присілок     | 55                     | 37                     |
| Моршиніно, присілок    | 16                     | 4                      |
| Нелоба, присілок       | 174                    | 177                    |
| Нікітино, присілок     | 653                    | 700                    |
| Перший, селище         | 5                      | 0                      |
| Перегрузочна, селище   | 54                     | 50                     |
| Піщаний Кар'єр, селище | 158                    | 136                    |
| Сєверна, присілок      | 512                    | 550                    |
| Тагільський, селище    | 56                     | 41                     |
| Тупик, селище          | 0                      | 2                      |

11 лютого 2016 року було ліквідовано селище Вторий.

## Найбільші населені пункти
| № | Населений пункт | Населення, осіб (2002) | Населення, осіб (2010) |
| - | --------------- | ---------------------- | ---------------------- |
| 1 | Верхня Салда    | 51 195                 | 46 221                 |
| 2 | Басьяновський   | 1 773                  | 1 454                  |